# پاسکواله لوئیزو
پاسکواله لوئیزو (انگلیسی: Pasquale Luiso؛ زادهٔ ۳۰ اکتبر ۱۹۶۹) بازیکن فوتبال اهل ایتالیا است.
از باشگاه‌هایی که در آن بازی کرده‌است می‌توان به باشگاه فوتبال تورینو، باشگاه فوتبال لچه، باشگاه فوتبال کیه‌وو ورونا، باشگاه فوتبال آنکونا، باشگاه فوتبال سالرنیتانا، باشگاه فوتبال پیاچنزا، باشگاه فوتبال سمپدوریا، باشگاه فوتبال دلفینو پسکارا، باشگاه فوتبال آولینو، و باشگاه فوتبال ویچنزا اشاره کرد.